# Rentier
Rentier är en person som lever på kapitalavkastningen (räntan) av sin förmögenhet, vilket kan bland annat innefatta intäkter från patent, upphovsrätt eller ränta.